# عرضية

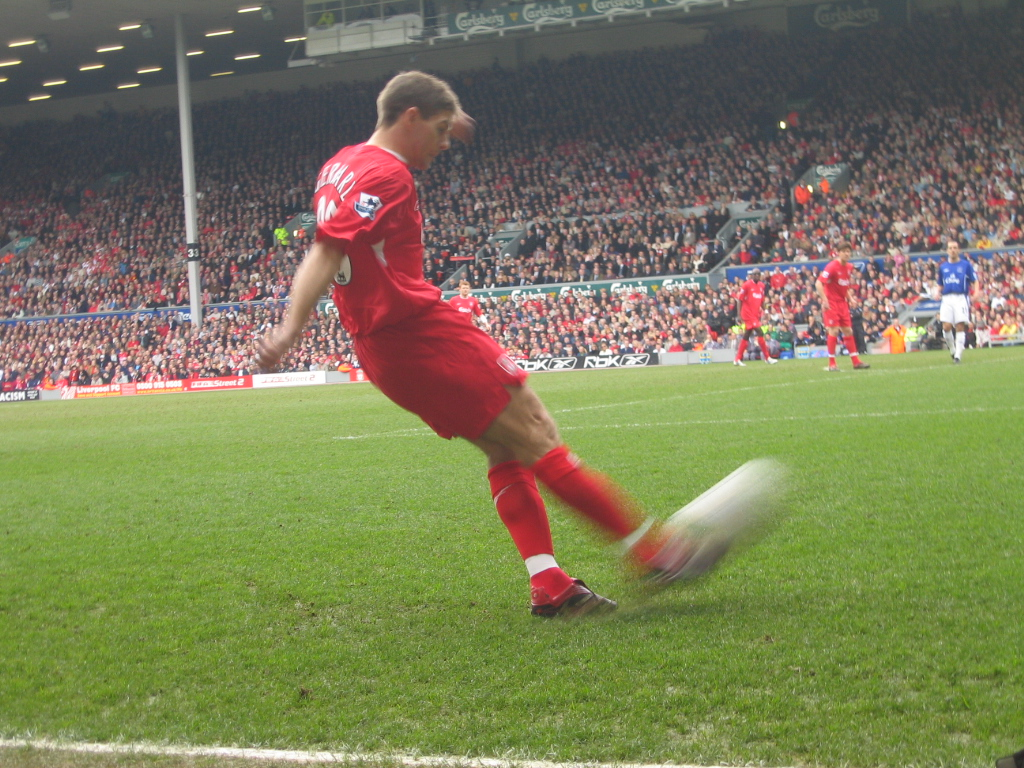
ستيفن جيررد يرسل كرة عرضية في إحدى مباريات الدوري الإنجليزي الممتاز.

العرضية في كرة القدم تمريرة تُراوح من متوسطة المدى إلى طويلة من منطقة واسعة من الملعب باتجاه وسط الملعب بالقرب من مرمى الخصم. الهدف من العرضية هو إدخال الكرة مباشرة داخل منطقة الجزاء من زاوية تسمح للمهاجمين التصويب بسهولة على المرمى برؤوسهم أو أقدامهم.